# Encaste Murube-Urquijo
Murube-Urquijo es un tipo de Encaste procedente de la Casta Vistahermosa.
Por las particularidades genéticas, registradas por el Ministerio del Interior de España, figura dentro del Libro Genealógico de la Raza Bovina de Lidia, dependiente del Ministerio de Agricultura.
Su nombre se debe a la ganadería brava que estaba en propiedad de Dolores Monje (viuda de Murube), que en 1834 creó su ganadería a partir de las compras de reses a José Arias de Saavedra, y a Juan Manuel Urquijo y Usía
, que se hizo con la ganadería en 1917.

## Historia
En el año 1823 el ganadero Joaquín Domínguez Ortiz, también conocido como "El Barbero de Utrera", compró una porción de la ganadería del Conde de Vistahermosa. En 1834 falleció Joaquín Domínguez y la vacada fue a parar a su yerno José Arias de Saavedra y Ulloa. Más adelante en 1863 Dolores Monje (viuda de Murube) le compró vacas y sementales a José Arias. Tras el fallecimiento de Dolores Monje en 1884 la ganadería se divide entre los tres hermanos Murube; el primer hermano, Faustino, se quedó con la yeguada, por lo tanto dejó la ganadería para sus hermanos Joaquín y Felipe, dividiendo así la ganadería en dos partes.
En 1884, Felipe vendió su parte a Eduardo Ybarra, y de ahí salió el tronco de Parladé-Tamarón-Conde de la Corte. Sin embargo Joaquín siguió varios años más hasta su fallecimiento y no es hasta 1917 cuando la vendió su mujer a Juan Manuel Urquijo y Ussía el cual anuncia la ganadería a nombre de su esposa Carmen de Federico. Tras su muerte en 1946 pasó a sus hijos Carlos y Antonio Urquijo.

## Características

### Morfología

#### Cornamenta
Suelen frecuentar los ejemplares con encornaduras brochas y cornillanos, de color son astiblancos o astinegros.

#### Pelaje
En su pelaje frecuentan los negros en todas sus variedades predominando los zahinos y mulatos.

#### Cuerpo
Son toros de hocico ancho y chato, de gran volumen y peso elevado oscilando los 600 kg en muchas ocasiones, enmorrillados con papada desarrollada.

## Ganaderías relacionadas
En el año 2009 había 44 ganaderías de encaste Murube-Urquijo, que sumaban 4744 vacas reproductoras y 219 sementales, entre ellas se encuentran las siguientes ganaderías:
| Hierro y divisa | Nombre                     | Antigüedad            | Finca                                   | Localidad                                                          | Provincia           | País     | Procedencia               | Filiación | Estado   | Ref.          |
| --------------- | -------------------------- | --------------------- | --------------------------------------- | ------------------------------------------------------------------ | ------------------- | -------- | ------------------------- | --------- | -------- | ------------- |
|                 | Ángel Sánchez y Sánchez    | Sin antigüedad        | Miguel Muñoz                            | Monterrubio de la Sierra                                           | Salamanca           | España   | Murube-Urquijo            | ANGL      | Activa   | [ 13 ]        |
|                 | Campos Peña                | 9 de julio de 1961    | Hato Blanco Viejo                       | Villamanrique de la Condesa                                        | Sevilla             | España   | Murube-Urquijo            | UCTL      | Activa   | [ 14 ] [ 15 ] |
|                 | Carmen Lorenzo             | Sin antigüedad        | Espino Rapado                           | San Pelayo de Guareña                                              | Salamanca           | España   | Murube-Urquijo            | ANGL      | Activa   |               |
|                 | Castillejo de Huebra       | 6 de julio de 1924    | Castillejo de Huebra Agustínez Zamarril | La Fuente de San Esteban, San Muñoz y Portaje                      | Salamanca y Cáceres | España   | Murube-Urquijo            | UCTL      | Activa   | [ 16 ] [ 17 ] |
|                 | El Capea                   | 11 de julio de 1875   | Espino Rapado El Cañito                 | San Pelayo de Guareña y Alconchel                                  | Salamanca y Badajoz | España   | Murube-Urquijo            | UCTL      | Activa   | [ 18 ] [ 19 ] |
|                 | Fermín Bohórquez           | 17 de mayo de 1951    | Fuente Rey Fraja Casa Blanca            | Jerez de la Frontera, Alcalá de los Gazules y Arcos de la Frontera | Cádiz               | España   | Murube-Urquijo            | UCTL      | Activa   | [ 20 ] [ 21 ] |
|                 | Flores Tassara             | 29 de junio de 1965   | Dehesa de la Sierra                     | Aznalcóllar                                                        | Sevilla             | España   | Murube-Urquijo            | UCTL      | Inactiva | [ 22 ] [ 23 ] |
|                 | Gloria García Montero-Ríos | 5 de abril de 1953    | El Pizarro Saliente Olveite             | Monroy y Novés                                                     | Cáceres y Toledo    | España   | Murube-Urquijo            | UCTL      | Activa   | [ 24 ] [ 25 ] |
|                 | La Castilleja              | 9 de julio de 1911    | La Castilleja                           | Peñarroya-Pueblonuevo                                              | Córdoba             | España   | Murube-Urquijo            | UCTL      | Activa   | [ 26 ] [ 27 ] |
|                 | Los Espartales             | Sin antigüedad        | Los Espartales                          | Valverde de Leganés                                                | Badajoz             | España   | El Capea y Carmen Lorenzo | AEGRB     | Activa   | [ 28 ]        |
|                 | Luis Albarrán              | 8 de julio de 1977    | La Brevera Montoito La Esparragosa      | Alconchel                                                          | Badajoz             | España   | Murube-Urquijo            | UCTL      | Activa   | [ 29 ]        |
|                 | Luis Terrón                | Sin antigüedad        | Los Fresnos                             | Valverde de Leganés                                                | Badajoz             | España   | Murube-Urquijo            | ANGL      | Activa   | [ 30 ]        |
|                 | María Guiomar Cortés Moura | Sin antigüedad        | Janelas Lages Touris                    | Estremoz y Monforte                                                | Évora y Portalegre  | Portugal | Los Espartales            | ANGL      | Activa   |               |
|                 | Murube                     | 13 de octubre de 1848 | La Cobatilla                            | Utrera                                                             | Sevilla             | España   | Murube-Urquijo            | UCTL      | Activa   | [ 31 ] [ 32 ] |